# Unbound (album)
Unbound è il terzo album della band Death metal svedese Merciless, pubblicato nel 1994 dalla No Fashion Records. L'Artwork della copertina è stato creato da Kristian Wåhlin.

## Tracce
1. Unbound – 6:20
2. The Land I Used to Walk – 3:38
3. Feebleminded – 2:40
4. Back to North – 8:36
5. Silent Truth – 3:10
6. Lost Eternally – 5:42
7. Nuclear Attack – 2:41
8. Forbidden Pleasure – 5:09